# Generationer (tv-serie)
Generationer er en dansk dramaserie om familiehemmeligheder, der havde premiere 11. april 2025 på DRTV og 13. april på DR1. Skelettet af et gammelt spædbarnelig bliver fundet i loftet på en ejendom på Frederiksberg. Den 87-årige Martha (spillet af Ulla Henningsen) tilstår straks i sin tid at have dræbt barnet, der var hendes eget, hvilket hendes familie har svært ved at tro på. Begivenheden sætter en række begivenheder i gang i hendes families fire generationer. 
Seriens skaber, hovedforfatter og konceptuerende instruktør er Anna Emma Haudal, som tidligere har stået bag tv-serien Doggystyle, også på DR. Serien er produceret af DR Drama, og Ville Gideon Sörman og Thomas Daneskov er medinstruktører. Allerede inden tv-premieren i Danmark blev serien udtaget til hovedkonkurrencen ved den franske TV-festival Series Mania og fik derfor sin verdenspremiere ved denne festival i marts 2025.

## Handling
I en ejendom på Frederiksberg bliver et gammelt lig af et spædbarn pludselig fundet. Den 87-årige Martha (Ulla Henningsen), som bor i ejendommen, fortæller med det samme, at det er hende, der har dræbt barnet, hvilket hendes familie har svært ved at tro på. Opdagelsen og tilståelsen får konsekvenser for hele familien, når familiehemmelighederne kommer for dagen. Marthas datter Tina voksede op med en følelse af, at være uønsket, og hendes eget ægteskab gik i stykker, da hendes mand gjorde en anden, nu afdød kvinde gravid. Tinas egne to døtre er fjerne i forhold til hende, og Tinas eksmand Jesper forsøger at finde en ny begyndelse som far til fire ad to omgange, mens hans to yngste børn kæmper med den digitale virkeligheds sociale medier.

## Medvirkende
- Ulla Henningsen – matriarken Martha[1]
- Anette Støvelbæk – Tina, Marthas datter
- Rikke Eberhardt Isen – Rikke, Tinas datter, forsvarsadvokat
- Alice Bier Zandén – Anne-Sofie ("Anso"), Tinas datter
- Jan Linnebjerg – Jesper, Tinas eksmand
- Simon Sears – Martin, Rikkes mand
- Albert Arthur Amiryan – Isac, Anne-Sofies kæreste
- Gordon Kennedy – Villy, Tinas ven og fortrolige
- Olga Schultz – Lea, Jespers datter
- Henrik Koefoed – Kai, Marthas første kæreste
- Isi Gren-Sørensen – Birk, søn af Jesper
- Alfred Vangsgaard Pedersen – Erik
- Skúli Levi Sears – Leo
- Chester Torpe Kuczynski – Sigge
- Rikke Westi – præst
- Amalie Dollerup – jordemoder Kristina
- Maj-Britt Mathiesen – historiker Sally
- Laura Bro – anklager
- Nima Nabipour – retsformand
- Xenia Lach-Nielsen – journalist Rikke
- Sofia Mileva Cukic – mystisk kvinde
- Mona Selma Højsted Linderoth – SOSU-assistent Fiona
- Victoria Blaabjerg Robertson – ung journalist
- Camilla Kappelgaard – Karen
- Asta Ørtoft – Stella
- Jannie Gotschalk – Sonja
- Johanne Munch – Solvej
- Silke Kobbelgaard – Iben
- Annika Lyng Petersen – Kajsa
- Hannah Drewsen – Gertrud
- Xenia Marie Andersen – Kirsten
- Eleanor Jane Archer – Birthe
- Aviaja Maria Brixvold – Ulrikke

## Episoder
1. Liget på loftet (11. april 2025)
2. Hemmeligheder (18. april 2025)
3. Oldemorder (25. april 2025)
4. Lockdown (2. maj 2025)
5. Afsløringen (9. maj 2025)
6. Retssagen (16. maj 2025)

## Modtagelse
Filmmagasinet Ekko gav tv-serien fire stjerner og skrev, at "stortalentet Anna Emma Haudal lægger lovende ud i sin store DR-serie, der erstatter Leif Panduro og Adam Prices maskuline blik med et berigende kvindeligt" og mente, at serien var at sammenligne med de to tidligere dramatikere fra DR's dramaafdeling, der havde gjort dramaer i den urbane middelklasse til hele Danmarks nationale spejl - en øvelse, der nu blev gentaget med et kvindeligt syn. I Information mente Lone Nikolajsen, at der var for mange handlingstråde i serien, der gjorde den til en jappende affære, der med fordel kunne have nøjedes med at tage færre problemstillinger op. Også Politiken sammenlignede serien med Panduros nærgående familiedramaer på den nationale tv-kanal 50 år tidligere. Avisen gav fire stjerner og mente, at serien var rapsodisk flagrende, fremragende spillet og gav et virkelig godt blik for, hvordan mennesker omgås anno 2020.